# Gare de Groslay
Gare de Groslay vasútállomás Franciaországban, Groslay településen.

## Vasútvonalak
Az állomást az alábbi vasútvonalak érintik:
- Épinay-Villetaneuse–Le Tréport-Mers-vasútvonal

## Kapcsolódó állomások
A vasútállomáshoz az alábbi állomások vannak a legközelebb:
- Gare de Sarcelles - Saint-Brice (Gare de Persan - Beaumont, Gare de Creil, Gare de Luzarches, Transilien H)
- Gare de Deuil - Montmagny (Paris Gare du Nord, Transilien H)